# Mareyopsis
Mareyopsis es un género de plantas con flores perteneciente a la familia Euphorbiaceae.

## Taxonomía
El género fue descrito por Pax & K.Hoffm. y publicado en Das Pflanzenreich IV. 147. XIV (Heft 68): 13. 1919. La especie tipo es: Mareyopsis longifolia (Pax) Pax & K.Hoffm.		

## Especies aceptadas
A continuación se brinda un listado de las especies del género Mareyopsis aceptadas hasta octubre de 2012, ordenadas alfabéticamente. Para cada una se indica el nombre binomial seguido del autor, abreviado según las convenciones y usos.
- Mareyopsis longifolia (Pax) Pax & K.Hoffm.
- Mareyopsis oligogyna Breteler